# Daniłowka (rejon krasninski)
Daniłowka (ros. Даниловка) – wieś (ros. деревня, trb. dieriewnia) w zachodniej Rosji, w osiedlu wiejskim Mierlinskoje rejonu krasninskiego w obwodzie smoleńskim.

## Geografia
Miejscowość położona jest nad Dubrawą, 2 km od drogi federalnej R135 (Smoleńsk – Krasnyj – Gusino), 5 km od centrum administracyjnego osiedla wiejskiego (Mierlino), 13,5 km od centrum administracyjnego rejonu (Krasnyj), 33 km od Smoleńska, 12 km od najbliższego przystanku kolejowego (Wielino).
W granicach miejscowości znajdują się ulice: Orieszkowaja, Wostocznaja.

## Demografia
W 2010 r. miejscowość liczyła sobie 16 mieszkańców.